# نيكولاس كيد
نيكولاس كيد (بالإنجليزية: Nicholas Kidd) هو لاعب كرة الريشة أسترالي، ولد في 21 أبريل 1981 في رابول في بابوا غينيا الجديدة.

## وصلات خارجية
- نيكولاس كيد على موقع BWF.tournamentsoftware.com (الإنجليزية)
- نيكولاس كيد على موقع BWFbadminton.com (الإنجليزية)
- نيكولاس كيد على موقع اتحاد ألعاب الكومنولث (مؤرشف) (الإنجليزية)